# The Red Ettin
The Red Ettin (littéralement en français : l'Ettin rouge) est un conte de fées recueilli par Joseph Jacobs. Il a été inclus par Andrew Lang dans The Blue Fairy Book.
Le mot ettin est lié au germanique Jötunn. 

## Résumé

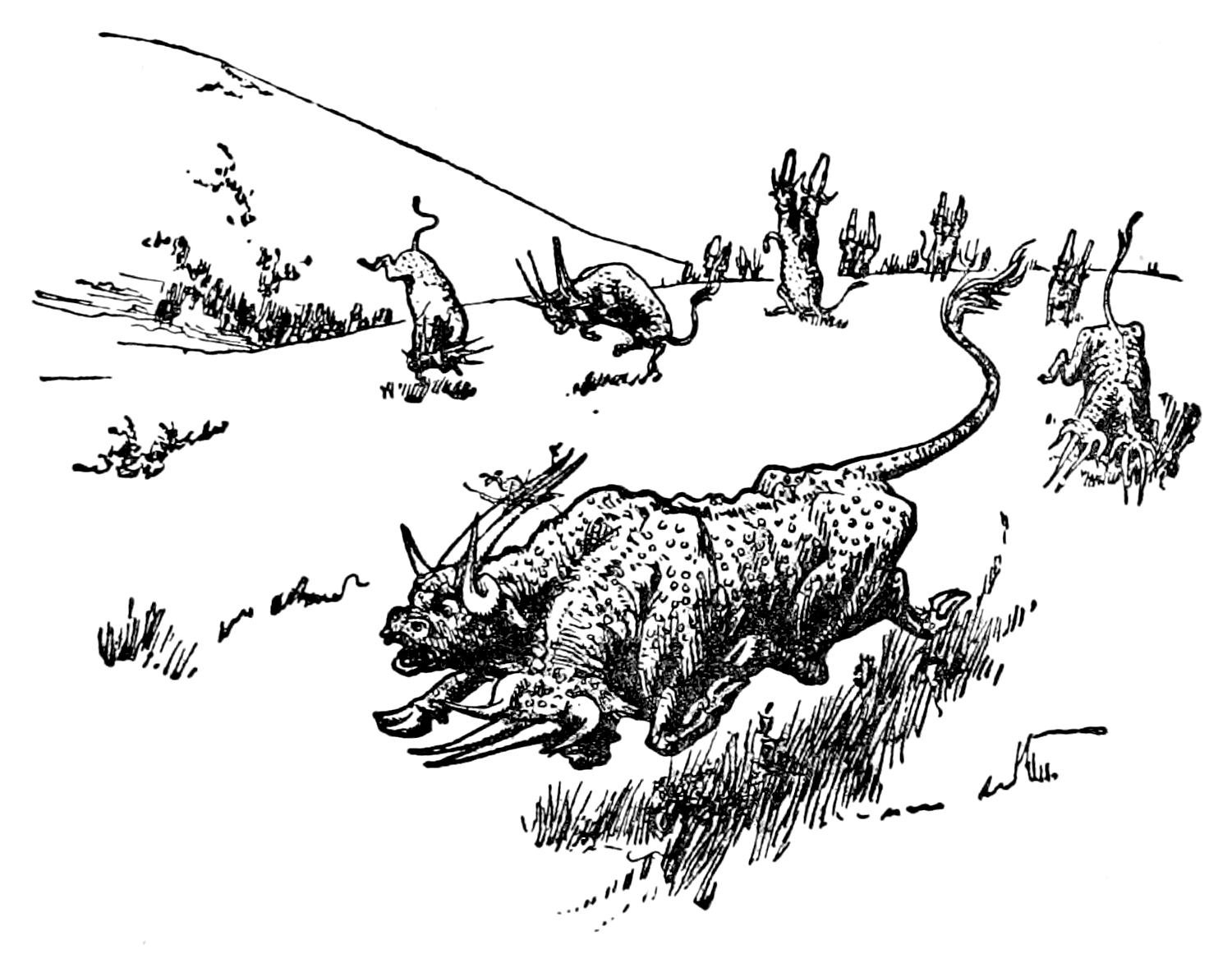
Illustration de la version Jacobs par John Dickson Batten

Deux veuves vivent dans une hutte, l'une a deux fils et l'autre un seul. Un jour, sa mère demande au fils aîné d'aller chercher de l'eau pour un gâteau, car il est temps pour lui de chercher fortune, et le gâteau est tout ce qu'elle peut lui donner. Le récipient est cassé, il rapporte peu d'eau et le gâteau est donc petit. La mère lui offre la totalité avec sa malédiction, ou la moitié avec sa bénédiction, et il prend le tout. Il laisse un couteau et déclare que si la lame rouille, il mourra.
Il rencontre un berger, un porcher et un chevrier ; chacun des trois lui dit que l'Ettin rouge a kidnappé la fille du roi d'Écosse, mais qu'il n'est pas l'homme pour la sauver. Le berger lui dit également de se méfier des bêtes qu'il rencontrera. Elles ont chacune deux têtes, avec quatre cornes sur chaque tête, et l'homme s'enfuit et se cache dans un château. Une vieille femme lui dit que c'est le château de l'Ettin, qui a trois têtes, et qu'il doit partir, mais il la supplie de le cacher du mieux qu'elle peut, par peur des bêtes.
L'Ettin revient, le trouve bientôt et lui pose trois énigmes : Comme il ne peut répondre à aucune d'entre elles, l'Ettin le transforme en pierre. À la maison, son couteau rouille. 

### Variantes
Dans les variantes à trois fils, le frère cadet s'en prend à l'aîné et connaît le même sort. Le plus jeune fils, ou le fils de l'autre veuve, part après lui, ou avec eux. Tout d'abord, un corbeau appelle au-dessus de sa tête pour regarder dehors pendant qu'il apporte l'eau. Il répare les trous et rapporte assez d'eau pour un gros gâteau. Puis il en laisse la moitié à sa mère pour sa bénédiction.
En chemin, il rencontre une vieille femme qui lui demande un morceau de son gâteau et il le lui donne. Elle, étant une fée, lui remet une baguette magique et de nombreux conseils sur ce qu'il faut faire avant de disparaitre. Le berger, le porcher et le chevrier lui parlent de l'Ettin rouge et de la fille du roi d'Écosse, et lui disent qu'il est l'homme qui pourrait le vaincre. Il marche hardiment à travers les bêtes jusqu'au château, frappant un mort avec la baguette, et reste au château.
L'Ettin lui pose son énigme, mais l'homme répond et coupe ses trois têtes. Il restaure la pierre et libère les femmes que l'Ettin retenait prisonnières, et le roi le marie à sa fille.